# 크리시 모란
크리시 모란(Crissy Moran, 1975년 12월 22일~) 은 전 미국의 포르노 배우이자, 현재 기독교 대중 연설가이다. 잭슨빌 (플로리다주) 출신.